# Mnesarchos (stoïcijn)
Mnesarchos (Oudgrieks: Μνήσαρχος, Mnēsarkhos) was een oud-Grieks stoïcijns filosoof uit de tweede helft van de 2e eeuw v.Chr.
Hij was een leerling van Panaetius van Rhodos en een van de leermeesters van Antiochus van Ascalon. Hij gaf les in Athene en stond bekend als de meest gelauwerde denker van zijn school op dat moment.
Mnesarchos wordt genoemd door Cicero (Cic. de Fin. i. 2, de Orat. i. 11, Acad. ii. 22) en door Eusebius van Caesarea (Praep. Evang. xiv. p. 739).

## Referentie
- E. Elder, art. Mnesarchus (3), in W. Smith (ed.), A dictionary of Greek and Roman biography and mythology, II, Boston, 1867, pp. 1106.